# Roy Harris
Le "Roy" Ellsworth Harris (født 12. februar 1898 i Lincoln county, Oklahoma, død 1. oktober 1979 i Santa Monica, Californien) var en amerikansk komponist.
Han var af skotsk/irsk slægt og voksede op i en musikalsk familie, og begyndte at komponere tidligt.
Hans store højdepunkt var premieren på hans 3. symfoni, uropført af dirigenten Sergei Koussevitsky i 1939.
Symfonien blev betegnet som den første symfoni i amerikansk stil, og er den mest spillede amerikanske symfoni, sammen med hans elev William Schumans 3. symfoni , og hans kollega Aaron Coplands 3. symfoni.
Harris skrev 18 symfonier i alt, herunder A Folksong Symphony (nr. 4.)
Harris var meget optaget af emnet omkring præsident Abraham Lincoln og skrev bl.a. orkesterværket Abraham Lincoln Walks At Midnight , og 6. symfoni The Gettysburg Address.

## Udvalgte værker
- Symfoni nr. 1 "1933" (1933) - for orkester
- Symfoni nr. 2 (1934) - for orkester
- Symfoni nr. 3 (1938, Rev. 1939) - for orkester
- Symfoni nr. 4 "Folksang Symfoni" (1942) - for kor og orkester
- Symfoni nr. 5 (1940-1942) - for orkester
- Symfoni nr. 6 "Gettysborg Addressen" (1944) - for orkester
- Symfoni nr. 7 (1952, Rev. 1955) - for orkester
- Symfoni nr. 8 "San Francisco" (1961-1962) - for klaver og orkester
- Symfoni nr. 9 "Polytonalitet" (1962) - for orkester
- Symfoni nr. 10 "Abraham Lincoln Symfoni" (1967) - for højttaler, kor, messingblæsere, slagtøj og 2 klaverer (revideret version tilført orkester)
- Symfoni nr. 11 (1967) - for orkester
- Symfoni nr. 12 "Fader Marquette" (1969) - for tenor, højttaler og orkester
- Symfoni nr. 13 "To hundrede års Symfoni" (1976) (nummereret af Harris som nr. 14 ) - for højttalere, solister, kor og orkester
- Symfoni "Vores arv" (1920'erne) - for orkester
- Symfoni (1955) - for korstemme uden orkester
- Symfoni "Punkt" (1952) - for militærband
- "Amerikansk Symfoni" (19?) - for jazzband
- "Walt Whitman Symfoni" (1955-1958) - for baryton, kor og orkester
- "Når Johnny kommer marcherende hjem" (1935) - for orkester
- "Abraham Lincoln spadsere ved midnat" (1953) - for orkester
- Koncert (1947) - for 2 klaverer
- "Kentucky forår" (1949) - for orkester
- Koncert (1968) - for forstærket klaver, messingblæsere og slagtøj